# Ольбрахт-Владислав Радзивілл
Ольбрахт-Владислав Радзивілл (лит. Albertas Vladislovas Radvila, пол. Albrycht Władysław Radziwiłł; 16 червня 1589, Несвіж — 20 липня 1636, Чернавчиці) — державний, політичний і військовий діяч Речі Посполитої. Представник княжого шляхетського роду Радзивіллів гербу Труби, що були керманичами Великого князівства Литовського. Князь Священної Римської імперії. Великий стольник литовський (1620–1622), великий крайчий литовський (1622–1626). Каштелян троцький (1626–1633) і віленський (1633–1636), граф Шидловецький (1616–1636) і ординат Несвізський (1625–1636). Староста риський, шаршовський. Учасник шведської (1600–1629) та московської воєн (1609–1618). Один із найбагатших литовських магнатів, меценат.

## Біографія
Другий син троцького воєводи Миколи-Христофора Радзивілла (Сирітки) та його дружини Єлизавети Евфимії Вишневецької. Рідний брат троцького каштеляна Юрія, новогрудського воєводи Сиґізмунда Карла, полоцького воєводи Александра Людвіка Радзивіллів.
Початкову освіту здобув під керівництвом педагогів-єзуїтів у Несвіжі, продовжив її разом з братами Іваном-Юрієм та Христофором-Миколаєм у Браневі (1599—1601 р.). Разом з ними в січні 1604 через Познань, Вроцлав, Прагу, Ратизбон вирушив до Авґсбурґу, де понад 2 роки навчався в місцевому єзуїтському колегіумі, проте головну роль в навчанні вігравали приватні педагоги. Зокрема, вивчав філософію, римське право, математику, німецьку мову, гру на лютні, шермерці. Брав участь в коротких подорожах околицями Авґсбурґу, був у Мюнхені, Інґольштадті. В І-й половині 1606 разом з братами виїхав до Італії. Після перебування у Мілані від вересня 1606 до травня 1607 продовжував в товаристві брата Івана-Юрія вивчення Італії, разом з ним повернулись до Литви в липні 1607 р.
По смерті батька в 1616 році отримав у володіння Шидловець, Чернавчиці (найчастіше перебував тут), Кореличі й Лахву. 1622 року придбав Блювеничі. Від бездітного брата Івана Юрія, що помер 1625 року, успадкував Несвізьку ординацію. Після одруження із Анною-Софією Зенович у 1628 році отримав Глибоке, Сморгонь, Порплище, Постави, Білицю, Воронь й Прусовичі. Був господарем Шидловецького замку, займався розширенням Несвізької портретної галереї.
Навчався у єзуїтських колеґіумах в Несвіжі, Браневі (1599–1601), Ауґсбурзі (1604–1606). У 1606–1607 роках подорожував Італією.
З 1609 року командував власними частинами у війні зі Швецією 1600–1629 років. Під час московської війни 1609–1618 років брав участь у облозі Псковсько-Печерського монастиря в 1611 році та поході на Москву 1611–1612 років.
У 1613 і 1615 роках двічі обирався послом до Сейму Речі Посполитої.
За заступництва дядька — великого канцлера литовського Лева Сапеги отримав 1620 року посаду великого стольника, 1622 року — великого кравчого литовського. 1626 року став троцьким каштеляном, сенатором. 1632 року брав участь в обранні королем Владислава IV Вази, що призначив його віленським каштеляном у 1633 році.
Був похований у родинній гробниці костелу єзуїтів Несвіжу 20 жовтня 1636 р. Деякі записи в заповіті, що порушували статус Несвізької ординації, були опротестовані спадкоємцями — молодшими братами З. Каролем та А. Людвіком.

## Фундації, меценатство
- вівтар св. Міхала і всіх Ангелів костелу св. Міхала, Несвіж
- перед 1629 було частково реставровано та модернізовано замок в Шидловці (замок був ренесансовим, став бароковим)
- 1635 підтвердив та збільшив фундуш батька для греко0католицької церкви Св. Юрія у Несвіжі
- заповів 10 000 золотих для фундації курсу офіціум, присвяченого Пречистій Діві Марії в костелі єзуїтів Несвіжа
- заповів 10 000 золотих для ремонту костелу бенедиктинок Несвіжа.[10]

## Родина
Дружини:
- 1618: Анна Сапега, донька Лева Сапеги. Померла бездітною 1627 року.
- 1628: Анна-Софія Зенович, донька Миколая Зеновича. Мала сина і 3 доньок:
  - Миколай-Франциск Радзивіл — помер невдовзі після народження.
  - Катерина Радзивілл — померла неповнолітньою.
  - Єлизавета-Анастасія Радзивілл (1629—1688) — бенедиктинка в конвенті Несвіжа, отримала 50000 посагу в заповіті батька, як і сестра.
  - Констанція-Софія Радзивілл (1635—1687) — кармелітка у Вільнюсі.

Деякі польські джерела вказують, що дітей у шлюбах він не мав (ймовірно, померли малими).